# Time (Mercyful Fate)
 Time  è il quarto album della band heavy metal danese Mercyful Fate, pubblicato nel 1994 dall'etichetta discografica Metal Blade Records.

| Recensione        | Giudizio |
| ----------------- | -------- |
| AllMusic          | [ 1 ]    |
| Rock Hard tedesco | [ 2 ]    |

## Il disco
Si tratta del secondo lavoro dopo il ritorno sulle scene della band stessa, che si sciolse dopo aver realizzato soltanto due full-length.
Il disco generalmente non è considerato alla stregua delle due produzioni precedenti, che infatti vengono spesso indicati dai fan e dalla critica come i capolavori della band, tuttavia è stato oggetto di recensioni favorevoli da parte della riviste di settore (quando uscì sulla rivista Metal Hammer tedesca ricevette un giudizio di 6 su 7). Lo stile è sempre quello, ormai collaudato, che ha reso inconfondibili i Mercyful Fate, fatto di ottimi riff di chitarra talvolta melodiosi talvolta molto graffianti su cui spicca la voce di King Diamond.

## Tracce
1. Nightmare Be Thy Name – 3:27 (King Diamond / Michael Denner)
2. Angel of Light – 3:37 (King Diamond)
3. Witches' Dance – 4:47 (King Diamond)
4. The Mad Arab – 4:42 (King Diamond / Hank Shermann)
5. My Demon – 4:42 (King Diamond)
6. Time – 4:22 (King Diamond)
7. The Preacher – 3:29 (King Diamond / Hank Shermann)
8. Lady in Black – 3:49 (King Diamond)
9. Mirror – 3:19 (King Diamond / Michael Denner)
10. The Afterlife – 4:32 (King Diamond / Hank Shermann)
11. Castillo del Mortes – 6:14 (King Diamond / Hank Shermann)

## Formazione
- King Diamond - voce, tastiere, clavicembalo
- Hank Shermann - chitarra
- Michael Denner - chitarra
- Sharlee D'Angelo - basso
- Snowy Shaw - batteria